# Velles (Indre)
Velles település Franciaországban, Indre megyében. Lakosainak száma 979 fő (2022. január 1.). Velles Arthon, Bouesse, Luant, Mosnay, Le Poinçonnet, Tendu és Saint-Maur községekkel határos.

## Népesség
A település népessége az elmúlt években az alábbi módon változott:
| Lakosok száma | 668  | 771  | 835  | 842  | 991  | 994  | 985  | 964  | 969  | 979  |
|               | 1968 | 1982 | 1990 | 2006 | 2013 | 2015 | 2017 | 2019 | 2020 | 2022 |